# لی هیل (واشینگتن)
لی هیل (به انگلیسی: Lea Hill) یک منطقهٔ مسکونی در ایالات متحده آمریکا است که در شهرستان کینگ، واشینگتن واقع شده‌است. لی هیل ۱۵٫۲ کیلومتر مربع مساحت و ۱۰٬۸۷۱ نفر جمعیت دارد و ۱۲۷ متر بالاتر از سطح دریا واقع شده‌است.